# Jur"jacha
La Jur"jacha (in russo Юръяха?) è un fiume della Russia europea settentrionale, affluente di destra della Laja. Scorre nella Repubblica dei Komi.
Il fiume è formato dalla confluenza del Jurovatyjvis e un fiume senza nome nella parte occidentale della Bol'šezemel'skaja Tundra. Scorre verso est attraverso boschi di abeti rossi e betulle, sfociando nella Laja nel suo medio corso, a 112 km dalla foce. Ha una lunghezza di 185 km; l'area del suo bacino è di 3 180 km². Il principale affluente è la Nalim-Ju (lungo 94 km), proveniente dalla sinistra idrografica.